# Vlaardingse ertskranen

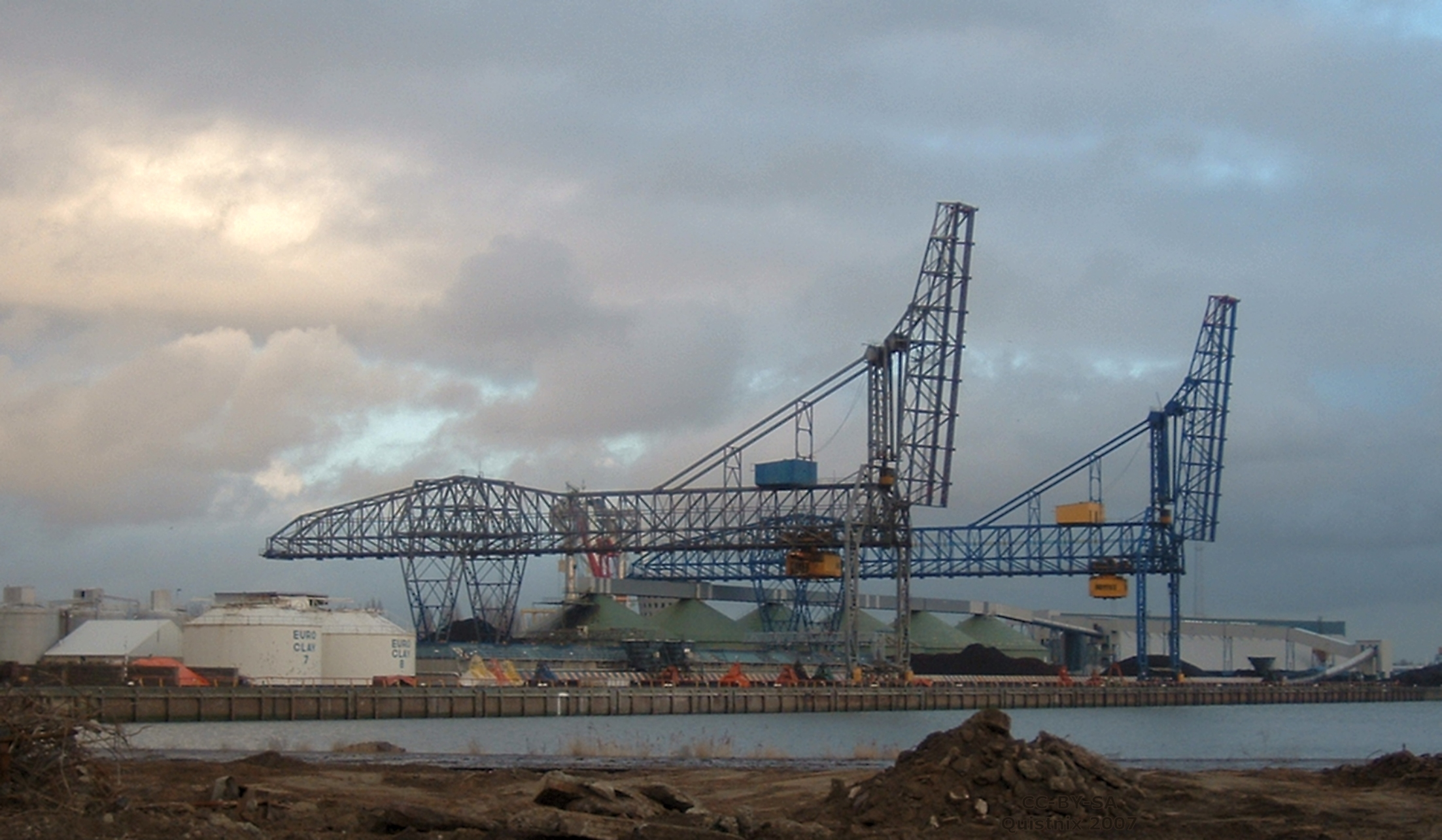
De twee Vlaardingse ertskranen (2006)

De twee Vlaardingse ertskranen in de Vlaardingse Vulcaanhaven waren eigendom van het overslagbedrijf Rotterdam Bulk Terminal (R.B.T.) B.V. en zijn in de jaren 50 van de 20e eeuw gebouwd ten behoeve van Havenbedrijf Vlaardingen Oost, dat sinds 1919 aan de Vulcaanhaven gevestigd was. Het zijn typische voorbeelden van industriële technologie uit de tijd van de wederopbouw en ze zijn daarom in 2007 voorgedragen voor de status van rijksmonument. De kranen die op een brug leken, konden langs de kade bewegen en worden verreden totdat de kraan zich ter hoogte van de laadruimte bevond. Daarna werd het deel dat zich boven de haven bevindt, neergeklapt. Een hijskraan met grijper die onder de kraan heen en weer bewoog, bracht de lading naar de wal.
De Vulcaanhaven waarlangs de kranen stonden, is in 1911 gegraven. Een groot deel van de haven is sinds 2006 in gebruik genomen door de Norfolkline, die tot dan de thuisbasis had in Scheveningen. Een ander deel van de Vulcaanhaven wordt gebruikt door Rotterdam Bulk Terminal (R.B.T.) B.V.
De R.B.T. BV vertrok uit het havengebied en er moest een nieuwe bestemming dan wel plaats gezocht worden, want de gemeente Vlaardingen wilde het terrein "schoon" opleveren voor een nieuwe eigenaar, die niets met de kranen wilde doen. In een uiterste poging te kranen te behouden werd opnieuw een status als monument overwogen en ze kregen die status ook voor een kwartaal. In dat kwartaal bekeken de belangstellenden wat men met de kranen kon aanvangen. 
De Vlaardingse gemeenteraad kon geen nieuwe bestemming vinden, waarop in mei 2019 met de ontmanteling werd begonnen. De kranen verzetten zich hevig, tijdens sloopwerkzaamheden trilde de grond zo hevig dat een in de buurt gevestigde machinefabriek zijn machines opnieuw moest instellen. Ook brak er brand uit tijdens slijpwerkzaamheden.